# نهج ترتيب الاولويات
النهج الترتيبي التسلسلي للاولويات (OPA)  هو أسلوب تحليل القرارات متعددة المعايير (MCDM)  الذي يساعد في حل مشكلات اتخاذ القرارات الجماعية استنادًا إلى العلاقات التفضيلية.

## وصف
تم اقتراح أساليب مختلفة لحل مشكلات اتخاذ القرارات متعددة المعايير. يستند معظم الأساليب مثل العملية التسلسلية التحليلية (AHP) والعملية التحليلية للشبكات (ANP) إلى مصفوفة المقارنة زوجية. تم مناقشة مزايا وعيوب مصفوفة المقارنة زوجية من قبل (Munier  و  Hontoria) في كتابهما. في السنوات الأخيرة، تم اقتراح طريقة (OPA) لحل مشكلات اتخاذ القرارات متعددة المعايير استنادًا إلى البيانات التسلسلية بدلاً من استخدام مصفوفة المقارنة زوجية. تعتبر طريقة (OPA) جزء رئيسي من رسالة الدكتوراة الخاصة بالباحث (أمين محمودي) الباحث بجامعة جنوب شرق في الصين.

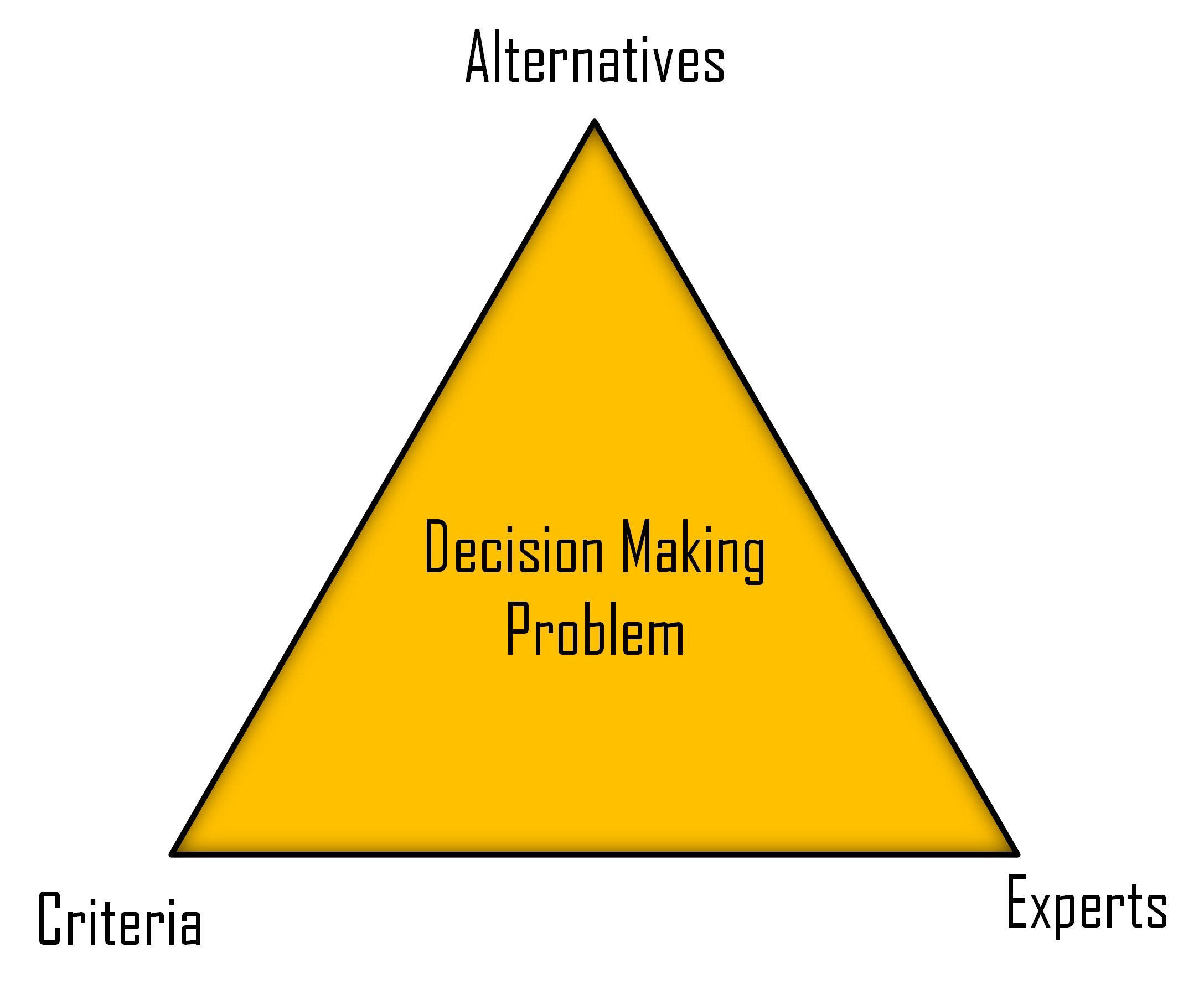

تهذه الطريقة تستخدم نهج البرمجة الخطية  (linear programming) لحساب اوزان الخبراء و المعايير و البدائل بشكل متزامن. السبب الرئيسي لاستخدام البيانات الترتيبية في طريقة (OPA) هي إمكانية الوصول اليها و دقتها مقارنة بالنسب الدقيقة المستخدمة في مشاكل اتخاذ القرار الجماعي المتعلقة بالعنصر البشري.
في الحالات العملية، قد لا يكون للخبراء المعرفة الكافية بشأن بديل او معيار واحد. في هذه الحالة البيانات المدخلة للمشكلة غير كاملة، مما يتطلب دمجها بالبرمجة الخطية لطريقة (OPA). للتعامل مع البيانات المدخلة غير الكاملة في طريقة (OPA) يجب ازالة القيود المتعلقة بالمعايير أو البدائل من نموذج البرمجة الخطية لطريقة (OPA).
العديد من طرق توحيد البيانات تم استخدامها في طرق اتخاذ القرارات متعددة المعايير في السنوات الأخيرة. أوضح كلا من (Palczewski و Sałabun) أن استخدام مختلف طرق توحيد البيانات يمكن أن يغير الترتيب النهائي لطرق اتخاذ القرارات المتعددة المعايير. (Javed  و زملاؤه) أظهروا أنه يمكن حل مشكلة اتخاذ القرارات متعددة المعايير من خلال تجنب توحيد البيانات. وبما انه ليس هناك حاجة لتوحيد العلاقات التفضيلية وبالتالي، طريقة (OPA) لا تتطلب توحيد البيانات.

## طريقة (OPA)
نموذج (OPA) هو نموذج برمجة خطية يمكن حله باستخدام خوارزمية بسيطة. خطوات هذه الطريقة هي كما يلي:
الخطوة الاولي: تعريف الخبراء و تحديد أفضلية الخبراء بناءً على خبرتهم العملية ومؤهلاتهم التعليمية وما إلى ذلك.
الخطوة الثانية: تعريف المعايير و تحديد أهمية المعايير بواسطة كل خبير.
الخطوة الثالثة: تعرييف البدائل و تحديد أهمية كل بديل في كل معيار عن طريق كل خبير.
الخطوة الرابعة: انشاء نموذج البرمجة الخطية التالي و حلها عن طريق استخدام البرامج المناسبة مثل LINGO ,GAMS , MATLAB, و غيرها من البرامج.
{\textstyle {\begin{aligned}&MaxZ\\&S.t.\\&Z\leq r_{i}{\bigg (}r_{j}{\big (}r_{k}(w_{ijk}^{r_{k}}-w_{ijk}^{{r_{k}}+1}){\big )}{\bigg )}\;\;\;\;\forall i,j\;and\;r_{k}\\&Z\leq r_{i}r_{j}r_{m}w_{ijk}^{r_{m}}\;\;\;\forall i,j\;and\;r_{m}\\&\sum _{i=1}^{p}\sum _{j=1}^{n}\sum _{k=1}^{m}w_{ijk}=1\\&w_{ijk}\geq 0\;\;\;\forall i,j\;and\;k\\&Z:Unrestricted\;in\;sign\\\end{aligned}}}
في النموذع اعلاه، {\displaystyle (i,r_{i}(i=1,...,p))} تمثل ترتيب الخبير, {\displaystyle (j,r_{j}(j=1...,n))} تمثل ترتيب كل معيار, {\displaystyle (k,r_{k}(k=1...,m))} تمثل ترتيب كل بديل، {\displaystyle w_{ijk}} تمثل وزن بديل {\displaystyle (k)} خلال معيار {\displaystyle (j)} عن طريق الخبير {\displaystyle (i)} . بعد حل نموذج البرمجة الخطية لطريقة (OPA)، وزن كل بديل يتم حسابه عن طريق المعادلة الاتيه:
{\displaystyle {\begin{aligned}&w_{k}=\sum _{i=1}^{p}\sum _{j=1}^{n}w_{ijk}\;\;\;\;\forall k\\\end{aligned}}}
وزن كل معيار يتم حسابه عن طريق المعادلة الاتيه:
{\displaystyle {\begin{aligned}&w_{j}=\sum _{i=1}^{p}\sum _{k=1}^{m}w_{ijk}\;\;\;\;\forall j\\\end{aligned}}}
و وزن كل خبير يتم حسابه عن طريق المعالدة الاتيه:
{\displaystyle {\begin{aligned}&w_{i}=\sum _{j=1}^{n}\sum _{k=1}^{m}w_{ijk}\;\;\;\;\forall i\\\end{aligned}}}

## مثال

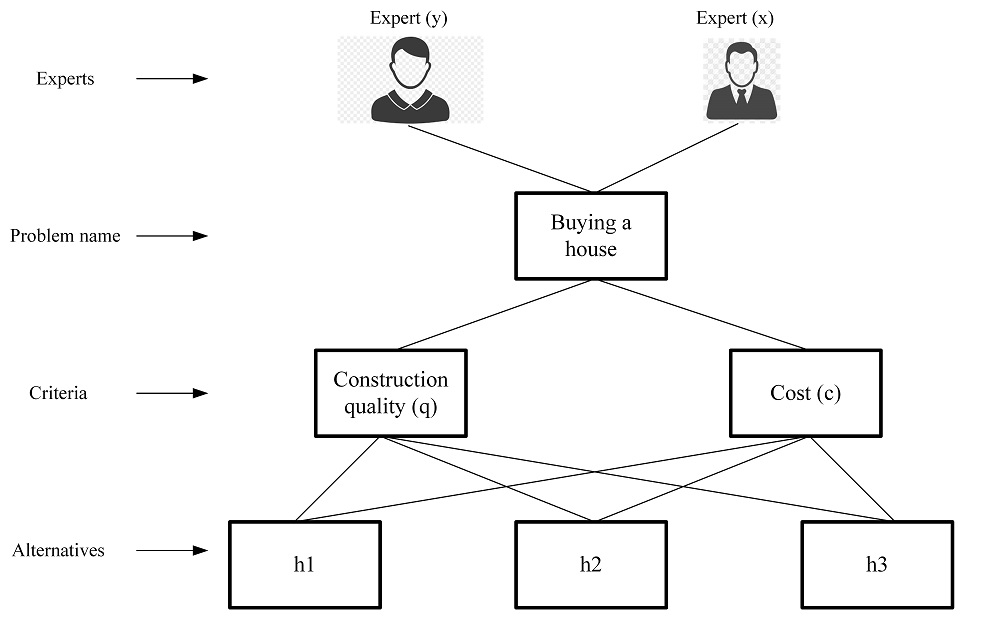
مشكلة القرار على سبيل المثال

فلنفترض أننا سنقوم بالتحقيق في مسألة شراء منزل. هناك خبيران في هذه المسألة وهناك أثنين من المعايير الاول هو التكلفة (c) و الثاني هو جودة البناء (q) لشراء المنزل ، و من ناحية أخري هناك ثلاثة منازل لشرائهم (h1, h2, h3). الخبير الاول (x) لديه خبره عملية ثلاث سنوات ، الخبير الثاني (y) لديه خبره عملية سنتين. يتم عرض هيكل المشكلة في الشكل التالي.
الخطوة الاولي: الخبير الاول (x) لديه خبرة أكثر من الخبير الثاني (y). اذن x>y.
الخطوة الثانية: المعايير و تفضيلات الخبراء تم تلخيصها و عرضها في الجدول التالي:
| المعيار | الخبير الاول (x) | الخبير الثاني (y) |
| ------- | ---------------- | ----------------- |
| c       | 1                | 2                 |
| q       | 2                | 1                 |

الخطوة الثالثة: تتلخص البدائل وتفضيلاتها في الجدول التالي:
| البدائل | الخبير الاول (x) | الخبير الاول (x) | الخبير الثاني (y) | الخبير الثاني (y) |
| البدائل | c                | q                | c                 | q                 |
| ------- | ---------------- | ---------------- | ----------------- | ----------------- |
| h1      | 1                | 2                | 1                 | 3                 |
| h2      | 3                | 1                | 2                 | 1                 |
| h3      | 2                | 3                | 3                 | 2                 |

الخطوة الرابعة: نموذج البرمجة الخطية لطريقة (OPA) تم تشكيله بناءا علي المدخلات كما يلي:
{\displaystyle {\begin{aligned}&MaxZ\\&S.t.\\&Z\leq 1*1*1*(w_{xch1}-w_{xch3})\;\;\;\;\\&Z\leq 1*1*2*(w_{xch3}-w_{xch2})\;\;\;\;\\&Z\leq 1*1*3*w_{xch2}\;\;\;\\\\&Z\leq 1*2*1*(w_{xqh2}-w_{xqh1})\;\;\;\;\\&Z\leq 1*2*2*(w_{xqh1}-w_{xqh3})\;\;\;\;\\&Z\leq 1*2*3*w_{xqh3}\;\;\;\\\\&Z\leq 2*2*1*(w_{ych1}-w_{ych2})\;\;\;\;\\&Z\leq 2*2*2*(w_{ych2}-w_{ych3})\;\;\;\;\\&Z\leq 2*2*3*w_{ych3}\;\;\;\\\\&Z\leq 2*1*1*(w_{yqh2}-w_{yqh3})\;\;\;\;\\&Z\leq 2*1*2*(w_{yqh3}-w_{yqh1})\;\;\;\;\\&Z\leq 2*1*3*w_{yqh1}\;\;\;\\\\&w_{xch1}+w_{xch2}+w_{xch3}+w_{xqh1}+w_{xqh2}+w_{xqh3}+w_{ych1}+w_{ych2}+w_{ych3}+w_{yqh1}+w_{yqh2}+w_{yqh3}=1\\\\\end{aligned}}}
بعد حل النموذج أعلاه باستخدام برنامج التحسين، يتم الحصول على أوزان الخبراء والمعايير والبدائل على النحو التالي:
{\displaystyle {\begin{aligned}&w_{x}=w_{xch1}+w_{xch2}+w_{xch3}+w_{xqh1}+w_{xqh2}+w_{xqh3}=0.666667\\\\&w_{y}=w_{ych1}+w_{ych2}+w_{ych3}+w_{yqh1}+w_{yqh2}+w_{yqh3}=0.333333\\\\\\&w_{c}=w_{xch1}+w_{xch2}+w_{xch3}+w_{ych1}+w_{ych2}+w_{ych3}=0.555556\\\\&w_{q}=w_{xqh1}+w_{xqh2}+w_{xqh3}+w_{yqh1}+w_{yqh2}+w_{yqh3}=0.444444\\\\\\&w_{h1}=w_{xch1}+w_{xqh1}+w_{ych1}+w_{yqh1}=0.425926\\\\&w_{h2}=w_{xch2}+w_{xqh2}+w_{ych2}+w_{yqh2}=0.351852\\\\&w_{h3}=w_{xch3}+w_{xqh3}+w_{ych3}+w_{yqh3}=0.222222\\\\\end{aligned}}}
نتيجة لذلك، يعتبر المنزل الاول (h1) هو البديل الأفضل. علاوة على ذلك، يمكننا أن نفهم أن معيار التكلفة (C) أكثر أهمية من معيار جودة البناء (q). أيضًا، بناءً على أوزان الخبراء، يمكننا أن نفهم أن الخبير (x) له تأثير أكبر على الاختيار النهائي مقارنةً بالخبير (y).

## التطبيقات
تتلخص تطبيقات طريقة (OPA) في مختلف مجالات الدراسات على النحو التالي:
الزراعة، التصنيع، الخدمات:
- سلسلة التوريد فی التصنيع [12][9][13]
- استراتيجيات الإنتاج [14]
- جدولة الإنتاج [15]
- صناعة السيارات [16]
- الطلب على خدمة المجتمع [17]

صناعة الشييد:
- المقاولات من الباطن[18]
- التشييد المستدام [10][19][20][21][22]
- ادارة المشروعات [7][23][24]

الطاقة والبيئة
- استخراج الموارد الطبيعية [25]
- طاقة الشمس والرياح [26][27]
- تقنيات منخفضة الكربون [28]
- الكهربة وانبعاثات الغازات [29]
- الاقتصاد الدائري [21]

الرعاىة الصحية
- جائحة كوفيد-19 [30][31]
- سلسلة توريد الرعاية الصحية [32]
- خدمات المجتمع [33]

تكنولوجيا المعلومات
- الميتافيرس [34][35]
- المركبات المستقلة [35][36]
- التحكم في العمليات [37]
- المركبات الكهربائية [29]
- تقنية سلسلة الكتل [19][20][21]
- الطلب على التكنولوجيا [38]

النقل
- إدارة سلسلة التوريد [10][22][31][39]
- تخطيط النقل [34][40]
- مراقبة حركة المرور [41]
- صيانة الطرق [42]

## الامتدادات
العديد من التطورات و الامتدادات تم اضافتها لطريقة (OPA) كالطرق التالية:
- الطريقة الرمادية لترتيب الاولويات (OPA-G) [10]
- الطريقة الضبابية لترتيب الاولويات (OPA-F) [31]
- الطريقة الفاصلة لترتيب الاولويات [43]
- دمج الترتيبات الناتجة عن طرق اتخاذ القرار متعددة المعايير (MCDM) [12]
- -	طريفة ترتيب الاولويات تحت تطبيق مجموعات الصور الضبابية (OPA-P) [40]
- قياس مستوى الثقة في OPA [11]
- نهج الأولوية الترتيبي النيوتروسوفيكي (OPA-N) [44]
- نهج الأولوية الترتيبي التقريبي [34][45]
- -	الطريقة الصلبة لترتيب الاولويات (OPA-R) [46]
- الهجين OPA – EDAS الغامض [14]
- نموذج DEA -OPA الهجين [13]
- الهجين MULTIMOORA-OPA [47]
- نهج الأولوية الترتيبية المرجحة بالمجموعة (GWOPA) [48]

## ادوات البرمجة
تتتوفر الأدوات غير الربحية التالية لحل مشكلات MCDM باستخدام طريقة OPA:
- حل الأمثلة عبر الانترنت [49]
- حل الأمثلة عبر برنامج EXCEL [50]
- -	حل الأمثلة عبر برنامج LINGO [51]
- -	حل الأمثلة عبر برنامج MATLAB [52]